# Changing World Technologies
Changing World Technologies (CWT), приватна компанія з виробництва синтетичного палива, була заснована в серпні 1997 року Брайаном С. Аппелем, який також був головним виконавчим директором CWT та її дочірніх компаній. Через технологічну компанію пана Аппеля CWT отримала ліцензію на діяльність. CWT було започатковано в першу чергу для розробки та комерціалізації технології термічної деполімеризації, яку зараз компанія називає «термічним процесом перетворення» або TCP. Процес виробляє відновлюване дизельне паливо (RDO) із сільськогосподарських відходів, включаючи жири, олії та мастила (FOG); флотації розчиненого повітря (DAF); відпрацьовані мастила; субпродукти; трупи тварин; та інші відходи, багаті органікою.
Розвиваючи бізнес, CWT допоміг у створенні портфоліо інтелектуальної власності та комерційних секретів для охоплення технології та її різноманітних застосувань. Компанія має ліцензію в США та в усьому світі, яка охоплює використання їхньої технології для різноманітних застосувань від сільськогосподарських відходів (субпродуктів) до змішаних пластмас. На додаток до комерційного заводу в Картеджі, штат Міссурі, CWT має пілотний завод у Філадельфії, штат Пенсільванія, де проводяться дослідження, розробки та впровадження (RD&D) для вдосконалення виробничих процесів і розвитку можливостей виробництва RDO з інших різноманітних відходів.
У 1998 році CWT створила дочірню компанію Thermo-Depolymerization Process, LLC (TDP), яка розробила демонстраційну та випробувальну установку для технології термічної деполімеризації. Завод відкрився в 1999 році у Філадельфії, штат Пенсільванія.
У 2008 році Вест-Гемпстед, штат Нью-Йорк, CWT отримав нагороду за найінноваційніший патент у категорії «Навколишнє середовище та енергетика» від Залу слави технологій Лонг-Айленда. Аппель прийняв нагороду на церемонії нагородження 6 березня 2008 року.
4 березня 2009 року, після невдалої спроби IPO минулого місяця, Changing World Technologies і три її дочірні компанії подали заяву про банкрутство відповідно до глави 11 до Суду США з банкрутства Південного округу Нью-Йорка. Компанія фактично закрила свій завод у Карфагені після того, як купила частку підприємства ConAgra. З тих пір компанія була реорганізована і вийшла з глави 11 у травні 2010 року. CWT залишив ключових членів команди управління, які розробляли інтелектуальну власність, а також проектували та будували фізичні підприємства.
У 2011 році EPA визначило RDO CWT, який зараз виробляється на заводі в Міссурі, як дизельне паливо на основі біомаси та сучасне біопаливо згідно з Програмою стандартів відновлюваного палива (RFS). Це позначення кваліфікує RDO CWT для призначених поновлюваних ідентифікаційних номерів (RIN).

## Renewable Environmental Solutions, LLC
Основною дочірньою компанією CWT є Renewable Environmental Solutions, LLC (RES), яка була заснована в 2000 році. Це було спільне підприємство між ConAgra Foods і CWT для розвитку переробки сільськогосподарських відходів і малоцінних потоків по всьому світу. Компанія RES, яка зараз повністю належить CWT, має «перший комерційний біонафтопереробний завод у світі, який може виробляти нафту з різноманітних потоків відходів , головним чином із відходів із сусіднього заводу з переробки індички ConAgra Butterball у Картеджі, штат Міссурі. Згідно з журналом Biomass, «процес термічної конверсії CWT є комерційно життєздатним методом переробки органічних відходів, який перетворює приблизно 250 тонн індички. субпродуктів і жирів на день у приблизно 500 барелів відновлюваного дизельного палива».  Завдяки останнім модифікаціям і модернізаціям завод ВДЕ тепер може переробляти до 300 тонн відходів на день, виробляючи 15 мільйонів галонів RDO на рік.

## Інтернет-ресурси
- Changing World Technologies
- Renewable Environmental Solutions
- [недоступне посилання з 01.01.2025]